# Anycles tenebrosa
Anycles tenebrosa är en fjärilsart som beskrevs av Rothschild 1912. Anycles tenebrosa ingår i släktet Anycles och familjen björnspinnare. Inga underarter finns listade i Catalogue of Life.